# Giocondo Fino
Giocondo Fino (Torino, 3 maggio 1867 – Torino, 19 aprile 1950) è stato un compositore italiano.
Apprese dalla madre le prime nozioni di musica, poi studiò al Liceo Musicale di Torino con Giovanni Bolzoni. Per volontà della famiglia, seguì anche studi religiosi e nel 1889 divenne sacerdote. Affiancò all'attività di compositore quella di musicologo, pubblicando numerosi studi su compositori del passato, tra cui Giacomo Gotifredo Ferrari, Franz Schubert, Giovanni Battista Somis.

## Composizioni
- Nubi della vita, suite per orchestra
- Il Battista, azione sacra per musica in tre parti su libretto di Savino Fiore e Saverio Fino (Torino, Teatro Vittorio Emanuele, 13 novembre 1906) (libretto)
- Noemi e Ruth, oratorio su libretto di Saverio Fino (Bergamo, Teatro Rubini, 9 maggio 1908) (libretto)
- La festa del grano, poema tragico in un prologo e due atti su libretto di Fausto Salvatori (Torino, Teatro Regio, 12 febbraio 1910 con Oreste Benedetti) (libretto)

L'opera narra la lotta tra un gruppo di mietitori del Lazio e il loro avido padrone, a cui si intreccia la vicenda dell'amore di uno di loro per la moglie del padrone stesso. Fu attesa con grandissima curiosità dal pubblico torinese; venne accolta con un ottimo successo e passò poi in numerosi altri teatri.
- Parej del 59, commedia vaudeville in 4 quadri su libretto di Augusto Berta (Torino, Teatro Michelotti, 16 luglio 1915)
- Debora, opera in tre atti su libretto di Saverio Fino, non rappresentata (circa 1916)
- Christus, poema sinfonico (circa 1916). Ispirato a un film di Fausto Salvatori
- Campane a gloria, opera in un atto su libretto di Saverio Fino (Torino, Politeama Chiarella, 20 novembre 1916)
- La preus e 'l capot,  su libretto di A. Ferrero (Torino, Teatro Scribe, gennaio 1917). Tratto da I paisan e la leva di Luigi Pietracqua
- Via Crucis D. N. Iesu Christi, oratorio (Torino, Teatro Vittorio Emanuele, 25 maggio 1929). Revisione nel 1931
- Don Giuseppe, commedia musicale su libretto di V. Marzano (Torino, Teatro Rossini, 8 dicembre 1933)